# Дымакарка
Дымакарка — река в России, протекает по Сланцевскому району Ленинградской области.
Исток — у деревни Патреева Гора. Течёт на северо-восток, протекает через деревни Савиновщина, Казино и Дворище.
Впадает в Долгую с левого берега, в 48 км от её устья, в 3 км восточнее деревни Дворище. Длина реки составляет 11 км.

## Данные водного реестра
По данным государственного водного реестра России относится к Балтийскому бассейновому округу, водохозяйственный участок реки — Луга от в/п Толмачево до устья. Относится к речному бассейну реки Нарва (российская часть бассейна).
Код объекта в государственном водном реестре — 01030000612102000026497.